# Pigmentdruckverfahren

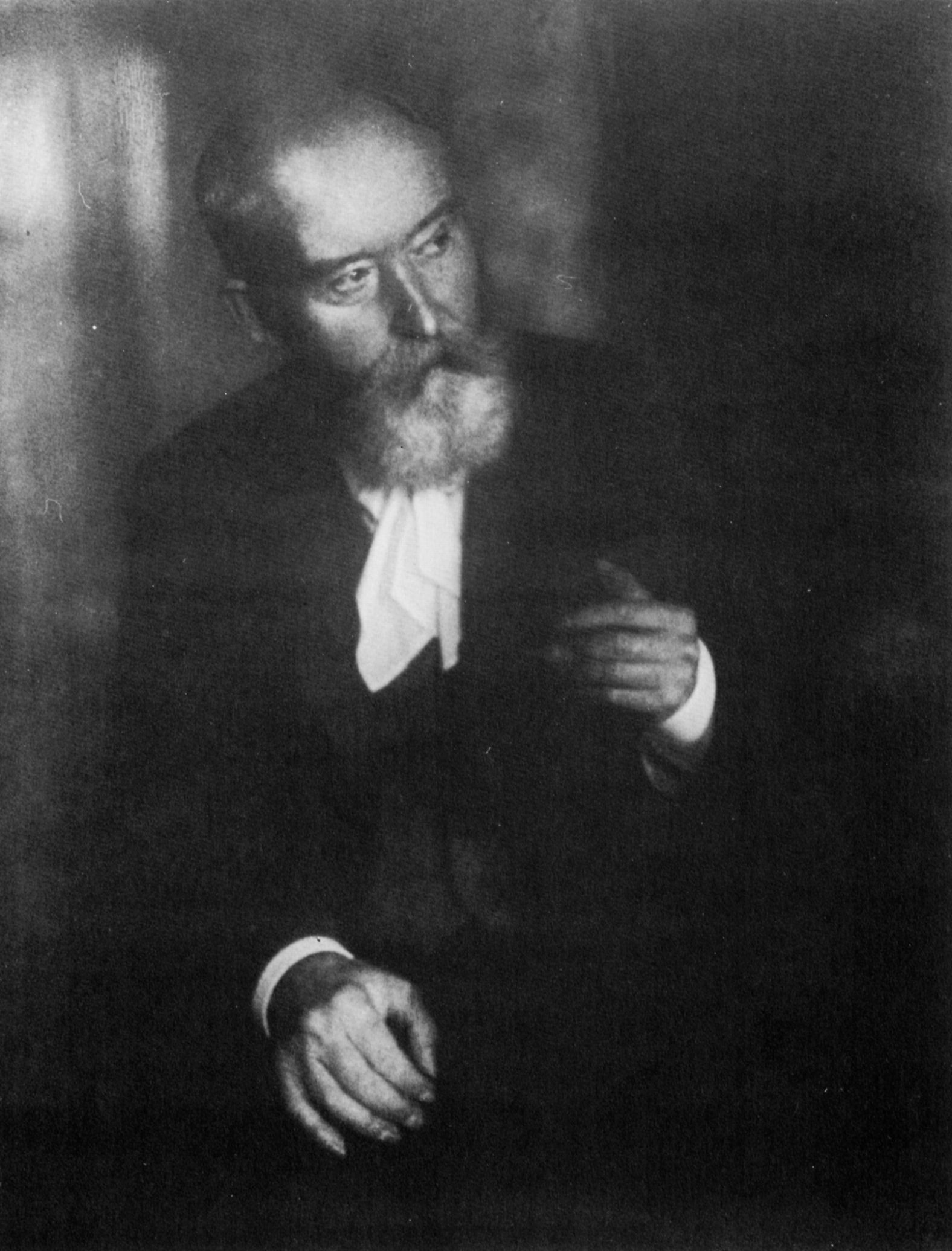
Wilhelm Busch 1903 – Kohledruck

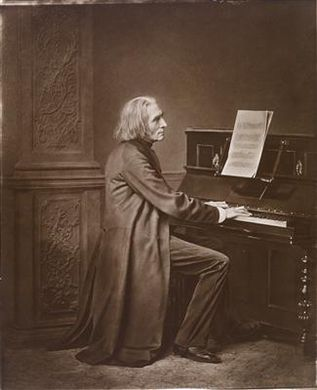
Franz Liszt 1869 – Pigmentdruck

Als Pigmentdrucke werden fotografische Abbildungen bezeichnet, bei denen das Bild durch mineralische oder künstliche Farbpigmente auf einem Trägermaterial erzeugt wird. Diese Farbpigmente sind in der Regel lichtecht und die Bilder somit beständig. Während Pigmentdrucke in der historischen Fotografie durch Auswaschung nicht belichteter Bestandteile erzeugt wurden, werden Pigmentdrucke moderner Art meist durch Tintenstrahldrucker erzeugt.

## Historisches Verfahren
Das Pigmentdruckverfahren, (auch Kohleverfahren oder Kohledruck genannt) zählt zu den Edeldruckverfahren. Es basiert darauf, dass Gelatine, wenn man sie mit einem chromsauren Salz (Kaliumdichromat oder Ammoniumdichromat) dem Licht aussetzt, in Wasser unlöslich ("gegerbt") wird. Ist ihr ein Farbstoff (Pigment) beigemischt, so halten die unlöslich gewordenen Stellen diesen mechanisch zurück. Weil als Pigment oft Kohlenstaub verwendet wurde, ist für dieses Verfahren auch der Name Kohledruck gebräuchlich.
Überzieht man Papier mit einer Mischung aus in Chromat gebadeter Gelatine und belichtet es unter einem Negativ, so kann man durch Auswaschen mit heißem Wasser ein Bild erhalten. Da aber die Wirkung des Lichts an der Oberfläche beginnt und sich mehr oder weniger tief durch die Dicke der lichtempfindlichen Schicht erstreckt, so werden unter den im Licht unlöslich gewordenen Stellen noch einzelne unmittelbar auf dem Papier liegende Gelatineteilchen löslich bleiben, welche sich in heißem Wasser lösen und den darüberliegenden "Halbtönen" ihren Halt rauben.
Um dieses zu vermeiden, hebt man das auf der Oberfläche der belichteten Schicht liegende, anfangs unsichtbare Bild durch einen Umdruck ab. Für diesen Zweck presst man ein Stück mit gegerbter Gelatine überzogenen Papiers auf – das sogenannte Übertragspapier. Dieses klebt dann auf der Oberfläche fest. Behandelt man jetzt die zusammengepressten Papiere mit heißem Wasser, so werden alle nicht vom Licht getroffenen Stellen gelöst; das erste Papier, welches nur als Träger der lichtempfindlichen Gelatineschicht diente, löst sich ab, und die Bildstellen, die aus unlöslich gewordener farbiger Gelatine bestehen, haften am Übertragspapier.
Ist das Übertragspapier mit einer feinen Harzschicht eingerieben, so ist die Haftung nur locker. Presst man anschließend ein zweites Stück Gelatinepapier auf, so haftet das Bild auf der zweiten Fläche stärker als auf der ersten und kann so zum zweiten Mal übertragen werden. Das beim ersten Übertrag erhaltene "Pigmentbild" ist verkehrt, d. h., es erscheint als Spiegelbild des Gegenstandes; das zweimal übertragene Bild ist dagegen seitenrichtig.
Man kann diese Pigmentbilder auch auf Glas übertragen und erhält dadurch transparente Fensterbilder. Weil die Bilder aus lichtechtem Pigment bestehen, bleichen sie nicht aus wie die Silberbilder, sind jedoch mechanisch leicht verletzbar.
1903 bis 1911 brachte die Neue Photographische Gesellschaft Berlin-Steglitz zur Herstellung von Aufsichts- oder Durchsichtsbildern das weiterentwickelte NPG-Pigmentverfahren auf den Markt.

## Modernes Verfahren

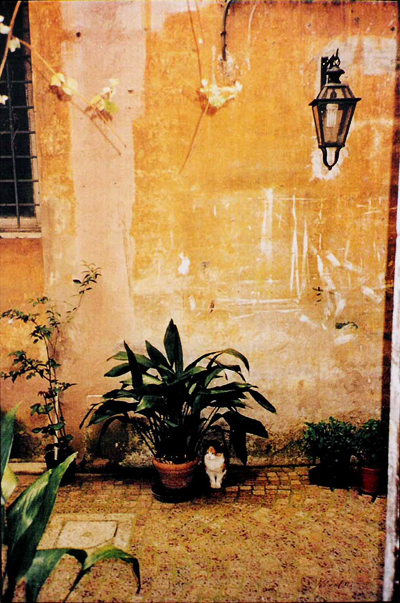
Nicolai-Bigo, Pigmentdruck 2000

Nachdem ein Bild im Computer bearbeitet wurde, druckt es der Künstler mit einem Tintenstrahldrucker und spezieller, pigmenthaltiger Tinte auf das gewünschte Trägermaterial. Dies kann Papier, Stoff, Leinwand oder ein anderes Trägermaterial sein. Diese künstlerische Technik wird auch als Giclée bezeichnet und zählt zum Bereich Digitale Kunst.
Als Proof-Verfahren in der Druckindustrie werden auch C-Prints verwendet, die mit Farbpigmenten in den Grundfarben (CMYK-System) farbgetreue und farbechte Vorlagen ergeben, so z. B. Cromalin. In jüngerer Zeit wird diese Technik auch als Digitaler Pigmentdruck bezeichnet.